# Fédération européenne des travailleurs du bâtiment et du bois
La Fédération européenne des travailleurs du bâtiment et du bois (FETBB, en anglais European Federation of Building and Woodworkers (EFBWW)) est la fédération syndicale européenne des travailleurs du bois et du bâtiment. Elle est affiliée à la Confédération européenne des syndicats et à l'Internationale des travailleurs du bâtiment et du bois. Son président est Arne Johansen et son secrétaire général Harrie Bijen, son siège est à Bruxelles.
Elle apparait en 1958 sous la forme d'un Comité Communautaire européen pour les Secteurs du Bois et de la Construction et prend son nom actuel en 1974. En 1984, elle est devenue une fédération de la CES.